# Ione motore

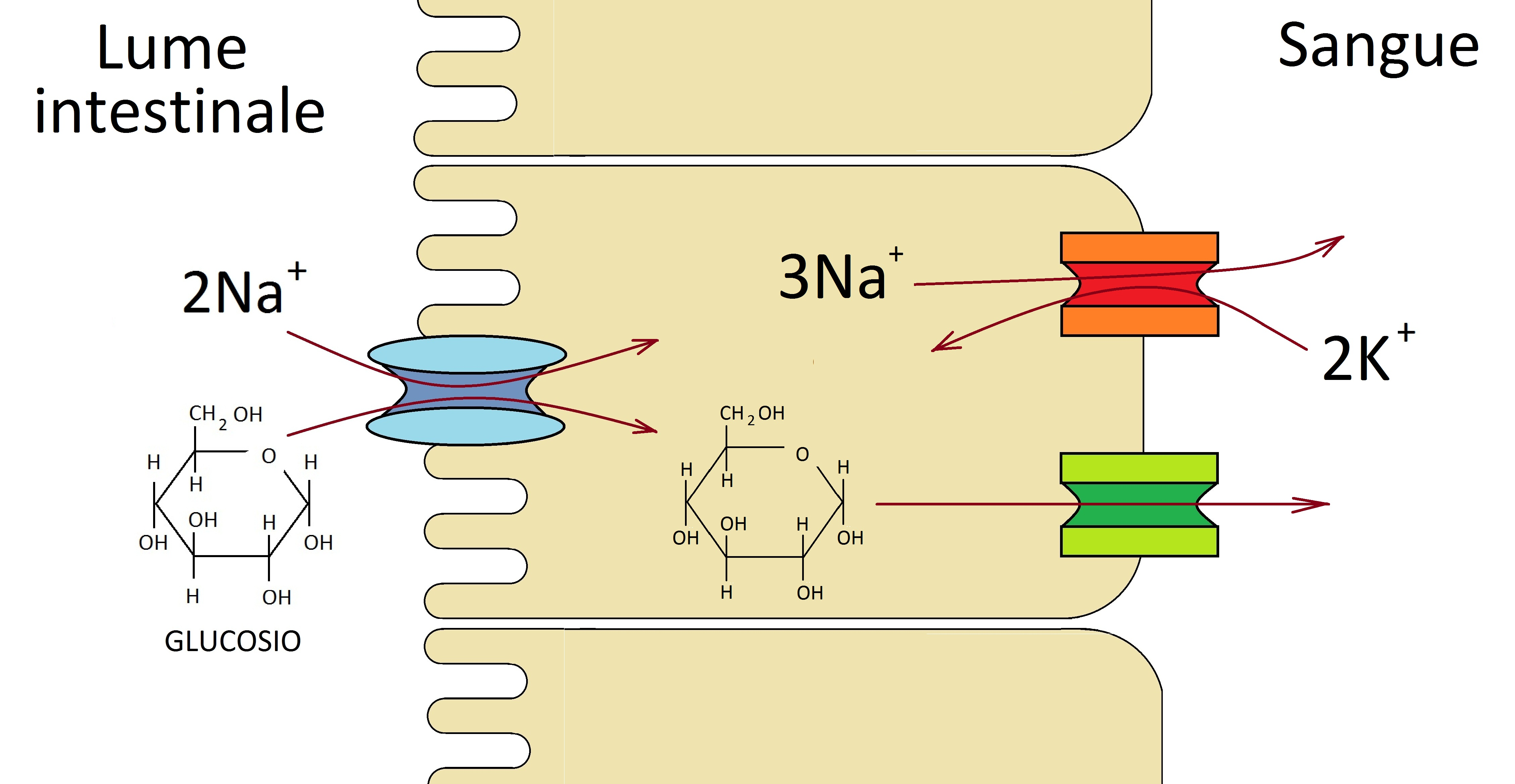
Meccanismo di assorbimento di glucosio dal lume intestinale al sangue: In blu la pompa SGLT1 che usa il sodio come ione motore, in rosso la pompa sodio-potassio la cui azione genera il gradiente elettrochimico e in verde la GLUT2.

In ambito fisiologico si definisce ione motore una particella carica (in genere lo ione sodio Na+) che sotto l'azione di un gradiente elettrochimico innesca un cotrasporto attivo secondario intra/extracellulare mediante proteine canale ione-dipendenti specifiche presenti nella membrana cellulare.

Nelle cellule animali il gradiente del sodio è mantenuto dall'azione della pompa sodio-potassio che iperpolarizza la membrana cellulare. Il movimento dello ione motore (sodio) secondo gradiente elettrochimico tende a depolarizzare la membrana della cellula, diminuendo l'energia potenziale tra le due facce della membrana. Quindi per ogni ione motore che compie la sua azione viene persa energia potenziale generata in principio dalla pompa sodio-potassio ed accumulata nella membrana, le facce della membrana si comportano in modo analogo ad un condensatore in un circuito elettrico che accumula energia.

Il sodio non è ione motore della pompa sodio-potassio: la pompa trasporta il sodio contro gradiente con dispendio di energia biochimica (ATP) che viene convertita in energia potenziale elettrochimica (differenza di potenziale tra le due facce della membrana).

## Proteine canale che usano il sodio come ione motore
- NKCC;
- SGLT;